# ویلچن (استان لهستان بزرگ‌تر)
ویلچن (به لاتین: Wilczyn) یک روستا در لهستان است که در گمینا ویلچن واقع شده‌است. ویلچن ۱٬۲۰۰ نفر جمعیت دارد.